# 李翛
李 翛（り ゆう、生年不詳 - 819年）は、唐代の外戚。字は翛。

## 経歴
身分の低い生まれから身を立てた。荘憲王皇后の妹を妻に迎え、元和年間に位階を進めた。坊州刺史・絳州刺史を歴任した。行政事務や統治の才能は粗略であったが、宦官の監察官の意を巧みに迎えることができた。憲宗には才能があるとみなされて、李翛は長安に召還され、司農寺卿に任じられて、京兆尹に転じた。
元和11年（816年）3月、荘憲王太后が死去すると、李翛は山陵橋道置頓使となった。太后の柩が灞橋頓に到着すると、従官の多くは食を得ることができなかった。渭城の北門に到着すると、門が壊れていた。先立って橋道司が渭城の北門の改造を求めて、銭3万を計上していたが、李翛は費用を惜しんで聞き入れなかった。山陵使の李逢吉は陵墓から帰ると、李翛を免官するよう上奏した。憲宗は李翛がたびたび進奉していたことから罷免せず、俸給の減免だけで済ませた。この年、李翛は潤州刺史・浙西観察使となった。法を設けて財貨を集めると、淮西の呉元済の乱を鎮圧するのに、その財貨は流用された。元和14年（819年）、李翛は病のため長安に帰り、朝廷での謁見を受けないうちに死去した。

## 伝記資料
- 『旧唐書』巻162 列伝第112
- 『新唐書』巻206 列伝第131